# JUMPing CAR
『JUMPing CAR』（ジャンピング・カー）は、Hey! Say! JUMPの4枚目のオリジナルアルバム。2015年6月24日にジェイ・ストームから発売された。

## 概要
- 前作の『smart』から1年振りのオリジナルアルバムとなる[3][2]。

- 初回限定盤1・2、通常盤の3種類で発売され、それぞれ収録内容・ジャケット写真ともに異なる。

- 本作のリードトラックである収録曲「キラキラ光れ」は、メンバー出演 ハウス食品『バーモントカレー』のCMソングである。

- 本作は、「楽しい時も悲しい時も『JUMPing C4R』に乗って僕らと一緒に前に進んで行こうよ!」という思いが込められている[3][4]のと、4枚目のアルバムということで、アルバムタイトルの「CAR」のAの部分を4にし、「C4R」となっている（ただし、同名収録曲のタイトル表記は『JUMPing CAR』のままである）。

- 初回限定盤1には、「キラキラ光れ」のVideo Clip & Makingと『アルバム「JUMPing CAR」テント DE 座談会スペシャル』の映像を収録したDVDに加え、「殺せんせーションズ (Hey! Say! JUMP ver.)」と「DISCO JOCKEY!!」の2曲をBonus Trackとして収録。

- 初回限定盤2には、有岡大貴・八乙女光・薮宏太によるユニット曲「UNION」のVideo Clip & Makingとメンバーそれぞれのユニット曲を収録したBonus Track2曲に加え、『アルバム「JUMPing CAR」レコーディング映像』の映像を収録したDVDを収録。

- 通常盤には、「Viva! 9's SOUL」と「Puppy Boo」の2曲をBonus Trackとして収録。

- なお、14thの2曲目「我 I Need You」は収録されていない（ベスト・アルバム『Hey! Say! JUMP 2007-2017 I/O』に初収録）。

- 初回限定盤1・2、通常盤のCDケース付属の帯裏に記載されているユーザーコードを2015年6月28日（日）まで特設サイトに入力すると、応募抽選Aコース「LIVE TOUR 2015 JUMPing CARnival」全国7会場コンサート＆バックステージに招待or応募抽選Bコース スペシャルDVD「JUMParty」を抽選で10,000名にプレゼントされた[5]。

- - また、応募者全員に「Summer Greeting Wallpaper（待受け画像のダウンロード）」がプレゼントされた[5]。

## その他
- このアルバムをひっさげて7月25日より『Hey! Say! JUMP LIVE TOUR 2015 JUMPing CARnival』を開催した。

## 封入特典

### 初回限定盤1・2
1. 歌詞ブックレット(28ページ) ※デジパック仕様(DVDトールケースサイズ)

### 通常盤
1. 歌詞ブックレット(24ページ)

## 収録曲

### CD

#### 通常盤
1. Fantasist (Instrumental)
作曲・編曲：高橋哲也
2. JUMPing CAR
作詞：KOMU、作曲・編曲：原一博
3. Walk
作詞：miyakei、作曲：youwhich、DAICHI、編曲：youwhich
4. SHen SHera SHen
作詞：Koudaiii、作曲：Kevin Charge、Koudaiii、編曲：Kevin Charge
5. ウィークエンダー
作詞：三井八雲、Vandrythem、作曲：原一博、編曲：原一博、KOMU、ストリングスアレンジ：今野均、コーラスアレンジ：高橋哲也
  - 13thシングルの1曲目
  - 山田涼介・有岡大貴出演 日本テレビ系ドラマ『金田一少年の事件簿N （neo）』主題歌
6. キラキラ光れ
作詞：森月キャス、作曲：大西克巳、編曲：日比野裕史
  - 今作のリードトラック
  - Hey! Say! JUMP出演 ハウス食品『バーモントカレー』CMソング
7. 愛よ、僕を導いてゆけ
作詞・作曲：オカダユータ、編曲：石塚知生
8. Fever
作詞・作曲：R.P.P.、編曲：SSkHz
9. Boys Don't Stop
作詞：Taka Ruscar、作曲・編曲：Tommy Clint、コーラスアレンジ：高橋哲也
10. Dangerous
作詞：Taka Ruscar、作曲:STEVEN LEE、Andreas Stone Johansson、Fredrik Hult、Andreas Oberg、編曲：STEVEN LEE
11. Chau#
作詞：藤林聖子、作曲・編曲：岩崎貴文
  - 14thシングルの1曲目
  - Hey! Say! JUMP出演 ブルボン『アーモンドキャラメルポップコーン』CMソング
12. ヨワムシ★シューター
作詞・作曲・編曲：宮﨑歩
13. 明日へのYELL
作詞・作曲：Takuya Harada、編曲：CHOKKAKU、コーラスアレンジ：高橋哲也
  - 13thシングルの2曲目
  - 中島裕翔・髙木雄也出演 フジテレビ系ドラマ『水球ヤンキース』主題歌
14. Farewell
作詞：ma-saya、作曲・編曲：原一博
15. Very Very Happy
作詞：Koudaiii、作曲：Erik Lidbom、Koudaiii、編曲：高橋哲也、ストリングスアレンジ：宮野幸子
16. Viva! 9's SOUL
作詞：Vandrythem、作曲：磯崎健史、浅利進吾、編曲：陶山隼
ベストアルバム「Hey! Say! JUMP 2007-2017 I/O」初回限定盤2特典CDにも収録された。
17. Puppy Boo
作詞：亜美、作曲：志田敏夫、編曲：船山基紀

#### 初回限定盤1
1. Fantasist (Instrumental)
2. JUMPing CAR
3. Walk
4. SHen SHera SHen
5. ウィークエンダー
6. キラキラ光れ
7. 愛よ、僕を導いてゆけ
8. Fever
9. Boys Don't Stop
10. Dangerous
11. Chau#
12. ヨワムシ★シューター
13. 明日へのYELL
14. Farewell
15. Very Very Happy
16. 殺せんせーションズ (Hey! Say! JUMP ver.)
作詞：Vandrythem、作曲・編曲：清水昭男、コーラスアレンジ：岩田雅之
  - せんせーションズの1stシングルのHey! Say! JUMPバージョン
17. DISCO JOCKEY!!
作詞：KOMU、作曲・編曲：原一博

#### 初回限定盤2
1. Fantasist (Instrumental)
2. JUMPing CAR
3. Walk
4. SHen SHera SHen
5. ウィークエンダー
6. キラキラ光れ
7. 愛よ、僕を導いてゆけ
8. Fever
9. Boys Don't Stop
10. Dangerous
11. Chau#
12. ヨワムシ★シューター
13. 明日へのYELL
14. Farewell
15. Very Very Happy
16. UNION - 有岡大貴・八乙女光・薮宏太
作詞：有岡大貴、八乙女光、薮宏太、作曲：Andreas Ohrn、Chris Wahle、MiNE、編曲：Andreas Ohrn、Chris Wahl
17. ペットショップラブモーション - 知念侑李・中島裕翔・髙木雄也・伊野尾慧
作詞：Vandrythem、作曲：Simön Janlöv、Pessi Levanto、DAICHI、編曲：Simön Janlöv
18. 3月14日～時計 - 山田涼介・岡本圭人
作詞：山田涼介、作曲：Takuya Harada、川口進、編曲：川口進

### DVD

#### 初回限定盤1
- 「キラキラ光れ」Video Clip & Making
- メンバーによる｢JUMPing CAR｣座談会

#### 初回限定盤2
1. 「UNION」Video Clip & Making - 有岡大貴・八乙女光・薮宏太
2. メンバー全員のレコーディング映像

## 映像作品
JUMPing CAR
- Hey! Say! JUMP LIVE TOUR 2015 JUMPing CARnival
- Hey! Say! JUMP I/Oth Anniversary Tour 2017-2018
- Hey! Say! JUMP 15th Anniversary LIVE TOUR 2022-2023
- Hey! Say! JUMP LIVE TOUR 2023-2024 PULL UP!

キラキラ光れ
- Hey! Say! JUMP LIVE TOUR 2015 JUMPing CARnival
- Hey! Say! JUMP LIVE TOUR 2016 DEAR.
- Hey! Say! JUMP I/Oth Anniversary Tour 2017-2018（初回限定盤1・2）

愛よ、僕を導いてゆけ
- Hey! Say! JUMP LIVE TOUR 2015 JUMPing CARnival

Fever
- Hey! Say! JUMP I/Oth Anniversary Tour 2017-2018（初回限定盤1）

Boys Don't Stop
- Hey! Say! JUMP LIVE TOUR 2015 JUMPing CARnival
- Hey! Say! JUMP I/Oth Anniversary Tour 2017-2018（初回限定盤1）

ヨワムシ★シューター
- Hey! Say! JUMP LIVE TOUR 2015 JUMPing CARnival
- Hey! Say! JUMP I/Oth Anniversary Tour 2017-2018（初回限定盤1）

Very Very Happy
- Hey! Say! JUMP LIVE TOUR 2015 JUMPing CARnival
- Hey! Say! JUMP I/Oth Anniversary Tour 2017-2018（初回限定盤1）

UNION
- Hey! Say! JUMP LIVE TOUR 2015 JUMPing CARnival
- Hey! Say! JUMP I/Oth Anniversary Tour 2017-2018（初回限定盤1）

ペットショップラブモーション
- Hey! Say! JUMP LIVE TOUR 2015 JUMPing CARnival
- Hey! Say! JUMP I/Oth Anniversary Tour 2017-2018（初回限定盤1）

3月14日 ～ 時計
- Hey! Say! JUMP LIVE TOUR 2015 JUMPing CARnival
- Hey! Say! JUMP I/Oth Anniversary Tour 2017-2018（初回限定盤1）

Viva! 9's SOUL
- Hey! Say! JUMP LIVE TOUR 2015 JUMPing CARnival
- Hey! Say! JUMP LIVE TOUR 2016 DEAR.
- Hey! Say! JUMP I/Oth Anniversary Tour 2017-2018

Puppy Boo
- Hey! Say! JUMP LIVE TOUR 2015 JUMPing CARnival
- Hey! Say! JUMP I/Oth Anniversary Tour 2017-2018（初回限定盤1）
- Hey! Say! JUMP 15th Anniversary LIVE TOUR 2022-2023